# Roella secunda
Roella secunda är en klockväxtart som beskrevs av Heinrich Wilhelm Buek. Roella secunda ingår i släktet Roella och familjen klockväxter. Inga underarter finns listade i Catalogue of Life.